# Dermationidae
Dermationidae  (лат.) — семейство перьевых клещей (Analgoidea) из отряда Astigmata. Около 50 видов. Встречаются повсеместно.

## Описание
Мелкие клещи (менее 0,5 мм) с тонкими покровами и сплющенным телом. Проподосомальный щит развит, а опистосомальный и другие щиты небольшие. I-II-е пары ног хорошо развиты с вытянутыми сегментами (укорочены только у Apocnemidocoptes). Амбулакральные диски хорошо развиты, обычно меньше в диаметре, чем длина лапок, амбулакральный стебелёк варьирует в форме: короткий и тонкий или цилиндрический и расширенный у основания; все склериты амбулакрального диска мелкие и слобо склеротизированные. Обнаруживаются в перьевом и кожном покрове разнообразных птиц.

## Систематика
Около 50 видов и 13 родов в 3 подсемействах: Apocnemidocoptinae, Dermationinae и Otocoptoidinae. Впервые группа Dermationidae была выделена в 1956 году и вначале входила в качестве подсемейства Pteronyssinae в состав подсемейства Epidermoptidae. В 1996 году получило статус отдельного семейства (Gaud and Atyeo, 1996).
Около 130 видов и 20 родов.
- Подсемейство Apocnemidocoptinae Mironov, Bochkov & Fain, 2005
  - Apocnemidocoptes Lombert, Lukoschus & Fain, 1984
- Подсемейство Dermationinae  Fain, 1965
  - Apodicoptes Fain, 1965
  - Dermation Trouessart et Neumann, 1888
  - Neodermation Fain, 1965
  - Paddacoptes Fain, 1965
  - Paradermation Fain, 1965
  - Passeroptes Fain, 1964
    - P. lioparis; P. motacillae; P. cyanodermae; P. periparus; P. aegithalos; P. dermicola; P. latior; 

  - Pelicanoptes Fain et Atyeo, 1975
  - Psittophagoides Fain, 1964
  - Rivoltasia Canestrini, 1894
  - Trochiloptes Mironov, Bochkov et Fain, 2005